# چاندرا دیوی دهال
چاندرا دیوی دهال (انگلیسی: Chandra Devi Dahal؛ زادهٔ ۲۶ اکتبر ۱۹۸۶) بازیکن فوتبال اهل نپال است.

وی همچنین در تیم ملی فوتبال زنان نپال بازی کرده‌است.